# Неіменований канал

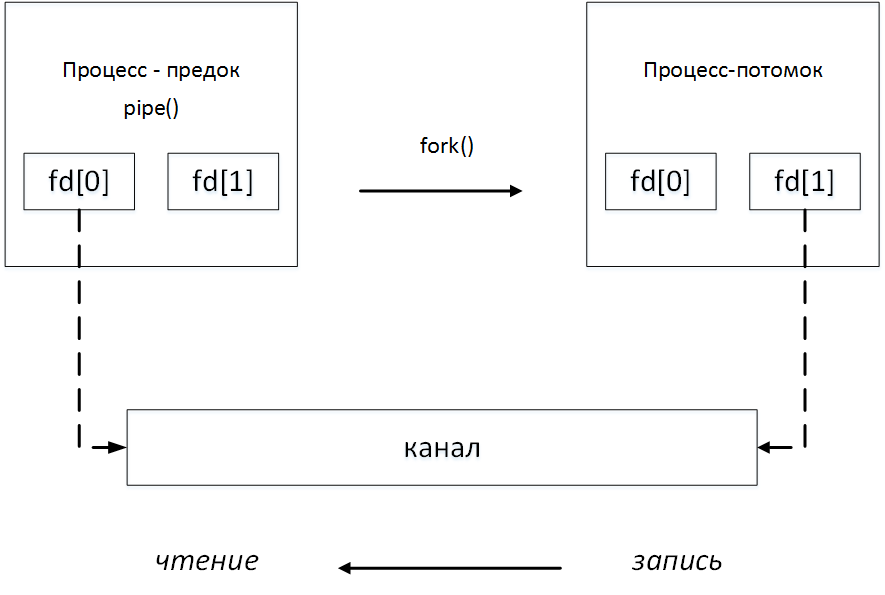
Схема взаємодії процесів через неіменований канал в Unix

Неіменований канал (англ. pipe) — механізм обміну даними між процесами в Unix і подібних ОС, один з засобів взаємодії між процесами. Разом з механізмом перепризначення вводу-виводу використовується у конвеєрній обробці даних.
На відміну від іменованих каналів, доступ до яких мають будь-які процеси, що знають ім'я каналу та мають відповідні права читання та/або запису в канал, неіменованими каналами можуть користуватись процеси, породжені від спільного батьківського процесу.
Як і іменований канал, неіменований канал забезпечує обмін даними через оперативну пам'ять. Канал знищується при завершенні процесу, що створив цей канал.
Канал неявно створюється командою:
```
command1 [arglist1] | command2 [arlist2] 
```

Де: command1, command2 — команди, між процесами яких має бути забезпечена обмін даними через канал; символ '|' — оператор створення каналу.

## Дивись також
- Іменований канал
- Канал (програмування)